# Guadalupe Norte
Guadalupe Norte är en ort i Mexiko.   Den ligger i kommunen Angamacutiro och delstaten Michoacán de Ocampo, i den centrala delen av landet, 280 km väster om huvudstaden Mexico City. Guadalupe Norte ligger 1 690 meter över havet och antalet invånare är 267.
Terrängen runt Guadalupe Norte är varierad. Runt Guadalupe Norte är det ganska tätbefolkat, med 93 invånare per kvadratkilometer. Närmaste större samhälle är Angamacutiro de la Unión, 2,1 km söder om Guadalupe Norte. Trakten runt Guadalupe Norte består till största delen av jordbruksmark.